# Plan Nuevo Guerrero
Plan Nuevo Guerrero es un plan desarrollado por el gobierno mexicano e impulsado por la administración quien fue el presidente mexicano Enrique Peña Nieto, que promueve el desarrollo estatal integral de mediano y largo plazo mediante inversión en diferentes sectores del Estado de Guerrero como infraestructura, impulso a proyectos productivos, coordinación de políticas públicas y ordenamiento territorial urbano y económico;  con una inversión original estimada de $37,715.6 millones de pesos.

## Ejes del Plan Nuevo Guerrero
El Plan Nuevo Guerrero no se limita solamente a la reconstrucción de la infraestructura dañada. También fomenta el crecimiento económico y el desarrollo social incluyente dentro de un marco de transparencia, participación ciudadana, disminución de riesgo y rendición de cuentas. 

Y se rige bajo 4 acciones principios rectores:
Construir un Nuevo Guerrero:
Las acciones no se limitarán a la reconstrucción de la infraestructura dañada, sino que fomentarán el crecimiento económico y el desarrollo social de mediano y largo plazo.
Proyectos Sociales para la Productividad:
Las acciones buscarán desarrollar el capital humano mediante educación, salud, igualdad de género, desarrollo de comunidades indígenas, capacitación para el trabajo que fomente el empleo digno y productivo.
Transparencia:
Los recursos deberán administrarse con eficiencia, eficacia, economía, transparencia y honradez, siendo proactivos en informar a los ciudadanos sobre las acciones emprendidas.
Participación ciudadana:
Se promoverá que los guerrerenses participen directamente en las acciones comprometidas, con el objetivo de crear en conjunto una política que brinde mayor valor público.

## Distribución de recursos
Bajo el plan de mejora también se contemplan acciones complementarias con el fin de mejorar e invertir en cada una de las Secretarías que conforman el Estado de Guerrero en donde los recursos están distribuidos de la siguiente manera:
Secretaría de Gobernación: 256.60 mdp.
Secretaría de Agricultura, Ganadería, Desarrollo Rural, Pesca y Alimentación: 2,819.37 mdp
Secreraría de Comunicaciones y Transportes: 5,187.60 mdp.
Secretaría de Educación Pública: 3,629.10 mdp.
Secretaría de Salud: 328.00 mdp.
Secretaría de Desarrollo Social: 1,060.20 mdp. 
Secretaría de Desarrollo Agrario, Territorial y Urbano: 366.20 mdp.
Secretaría de Medio Ambiente y Recursos Naturales: 435.00 mdp.
Secretaría de Turismo: 162.00 mdp.
Comisión Nacional del Agua: 212.55 mdp.
Comisión Federal de Electricidad: 209.00 mdp.

Comisión Nacional para el Desarrollo de los Pueblos Indígenas: 850.00 mdp.

## Acciones a largo plazo
En las acciones a largo plazo del plan se comprende una instalación de red compartida como parte del Proyecto Integral de Conectividad con una inversión de 1,284.00 mdp, así como la mejora de carreteras y creación de libramientos con 8,619.80 mdp; la sustitución o rehabilitación de la Comisión Federal de Electricidad con un total de 209.00 mdp, así como la creación de nuevos esquemas de operación de sistemas hidráulicos con una inversión total de 3,335.33 mdp.